# Ramón Vargas
Ramón Vargas (Città del Messico, 11 settembre 1960) è un tenore messicano, specializzato soprattutto nel repertorio belcantistico.

## Biografia
Settimo di nove fratelli, iniziò a cantare a 9 anni nel coro del santuario di Nostra Signora di Guadalupe, quindi studiò l'Istituto Cardenal Miranda della sua città. Nel 1983 fece il suo debutto nell'opera Lo speziale di Franz Joseph Haydn, a Monterrey. A seguito della sua vittoria nel Premio Caruso di Milano, nel 1986 si aggregò alla compagnia della Staatsoper di Vienna: da allora si è esibito nei più importanti teatri del mondo: la Bayerische Staatsoper di Monaco di Baviera, il Covent Garden di Londra, il Teatro alla Scala di Milano, il Teatro Colón di Buenos Aires, la Metropolitan Opera di New York, la Lyric Opera di Chicago.
Celebre per le sue interpretazioni di opere di Verdi, Puccini, Massenet, Gounod, Čajkovskij, Stravinskij, Rossini, Bellini e Donizetti, Vargas vive oggi a Vienna, in Austria.

## Repertorio
| Ruolo                | Titolo                         | Autore      |
| -------------------- | ------------------------------ | ----------- |
| Lorenzo              | Fra Diavolo                    | Auber       |
| Corasmino            | Zaira                          | Bellini     |
| Tebaldo              | I Capuleti e i Montecchi       | Bellini     |
| Elvino               | La sonnambula                  | Bellini     |
| Faust                | La damnation de Faust          | Berlioz     |
| Faust                | Mefistofele                    | Boito       |
| Lenskij              | Evgenij Onegin                 | Čajkovskij  |
| Nemorino             | L'elisir d'amore               | Donizetti   |
| Roberto Leicester    | Maria Stuarda                  | Donizetti   |
| Edgardo Ravenswood   | Lucia di Lammermoor            | Donizetti   |
| Roberto Devereux     | Roberto Devereux               | Donizetti   |
| Fernando             | La Favorite                    | Donizetti   |
| Faust                | Faust                          | Gounod      |
| Roméo                | Roméo et Juliette              | Gounod      |
| Chevalier des Grieux | Manon                          | Massenet    |
| Werther              | Werther                        | Massenet    |
| Giasone              | Medea in Corinto               | Mayr        |
| Nerone               | L'incoronazione di Poppea      | Monteverdi  |
| Idomeneo             | Idomeneo Re di Creta           | Mozart      |
| Don Ottavio          | Don Giovanni                   | Mozart      |
| Tamino               | Die Zauberflöte                | Mozart      |
| Tito Vespasiano      | La clemenza di Tito            | Mozart      |
| Hoffmann             | Les contes d'Hoffmann          | Offenbach   |
| Edmondo              | Manon Lescaut                  | Puccini     |
| Rodolfo              | La bohème                      | Puccini     |
| Luigi                | Il tabarro                     | Puccini     |
| Dorvil               | La scala di seta               | Rossini     |
| Argirio              | Tancredi                       | Rossini     |
| Don Narciso          | Il turco in Italia             | Rossini     |
| Conte d'Almaviva     | Il barbiere di Siviglia        | Rossini     |
| Don Ramiro           | La Cenerentola                 | Rossini     |
| Ali                  | Adina                          | Rossini     |
| Rodrigo di Dhu       | La donna del lago              | Rossini     |
| Paolo Erisso         | Maometto secondo               | Rossini     |
| Aménophis            | Moïse et Pharaon               | Rossini     |
| Atar                 | Axur, Re d'Ormus               | Salieri     |
| Cantante italiano    | Der Rosenkavalier              | Strauss     |
| Tom Rakewell         | The Rake's Progress            | Stravinskij |
| Oronte               | I Lombardi alla prima crociata | Verdi       |
| Jacopo Foscari       | I due Foscari                  | Verdi       |
| Zamoro               | Alzira                         | Verdi       |
| Foresto              | Attila                         | Verdi       |
| Rodolfo              | Luisa Miller                   | Verdi       |
| Duca di Mantova      | Rigoletto                      | Verdi       |
| Manrico              | Il trovatore                   | Verdi       |
| Alfredo Germont      | La traviata                    | Verdi       |
| Gabriele Adorno      | Simon Boccanegra               | Verdi       |
| Riccardo             | Un ballo in maschera           | Verdi       |
| Don Carlo            | Don Carlo                      | Verdi       |
| Cassio               | Otello                         | Verdi       |
| Fenton               | Falstaff                       | Verdi       |

## Discografia
| Anno | Titolo Ruolo                             | Cast                                                        | Direttore         | Etichetta           |
| ---- | ---------------------------------------- | ----------------------------------------------------------- | ----------------- | ------------------- |
| 1992 | Il barbiere di Siviglia Conte d'Almaviva | Sonia Ganassi, Angelo Romero, Roberto Servile               | Will Humburg      | Naxos               |
|      | La scala di seta Dorvil                  | Teresa Ringholz, Alessandro Corbelli, Natale De Carolis     | Marcello Viotti   | Claves              |
|      | Manon Lescaut Edmondo                    | Mirella Freni, Luciano Pavarotti, Dwayne Croft              | James Levine      | Decca               |
| 1993 | Otello Cassio                            | Plácido Domingo, Cheryl Studer, Sergei Leiferkus            | Chung Myung-whun  | Deutsche Grammophon |
| 1995 | Tancredi Argirio                         | Vesselina Kasarova, Eva Mei, Harry Peeters                  | Roberto Abbado    | RCA                 |
| 1997 | Il turco in Italia Don Narciso           | Michele Pertusi, Cecilia Bartoli, Alessandro Corbelli       | Riccardo Chailly  | Decca               |
|      | Goyescas Fernando                        | María Bayo, Enrique Baquerizo, Lola Casariego               | Antoni Ros Marbà  | Audivis             |
|      | I Capuleti e i Montecchi Tebaldo         | Vesselina Kasarova, Eva Mei                                 | Roberto Abbado    | RCA                 |
| 1998 | Werther                                  | Vesselina Kasarova, Dawn Kotoski                            | Wladimir Juorvski | RCA                 |
| 1999 | Alzira Zamoro                            | Marina Mescheriakova, Paolo Gavanelli                       | Fabio Luisi       | Philips             |
| 2000 | La Favorite Fernand                      | Vesselina Kasarova, Anthony Michaels-Moore, Carlo Colombara | Marcello Viotti   | RCA                 |

## DVD & BLU-RAY parziale
- Mozart, Idomeneo (Salisburgo 2006) - Norrington/Vargas/Kozená, regia Ursel Herrmann 2006 Decca
- Puccini, La Boheme: Live from the Met - Gheorghiu/Arteta, 2008 EMI
- Tchaikovsky, Eugene Onegin - Fleming/Vargas/Hvorostovsky/Gergiev, regia Carsen (Metropolitan Opera 2007), Decca
- Rossini, Il turco in Italia - Chailly/Bartoli/Vargas/Orchestra e coro del Teatro alla Scala/Pertusi/Corbelli, Decca